# Robert Remak (Mediziner)

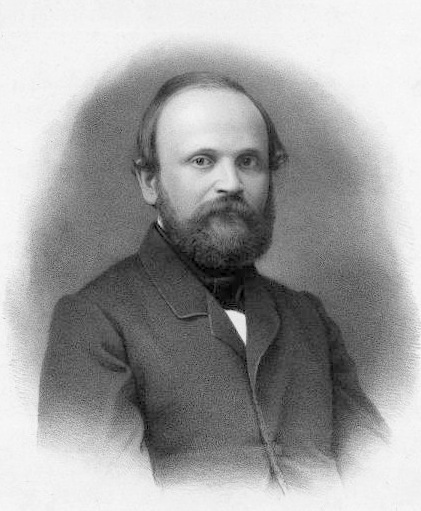
Robert Remak

Robert Remak (* 26. Juli 1815 in Posen; † 29. August 1865 in Kissingen) war ein deutscher Arzt, Embryologe und Neurophysiologe sowie Deutschlands erster jüdischer Privatdozent. Er befasste sich wegweisend mit Histologie, war einer der Begründer der Elektromedizin und identifizierte den Erbgrind als Pilzinfektion. Er erkannte, dass das Froschei eine Zelle ist und sich durch Zellteilungen entwickelt. Außerdem entdeckte er den Achsenzylinder (Axon) markhaltiger Nerven sowie die marklosen Nerven. In der Embryologie ergänzte er die bis dahin bekannten zwei Keimblätter um ein drittes.

## Familie
Robert Remak war der Sohn des in Posen ansässigen jüdischen Kaufmanns Salomon Meyer Remak und seiner Frau Friederike Caro. Er hatte eine ältere Schwester und zwei jüngere Brüder. Am 8. Juli 1848 heiratete er Feodore Meyer (1828–1863), die Tochter des Bankiers Eli Joachim Meyer. Sein Sohn war der Neurologe Ernst Julius Remak.

## Medizinstudium in Berlin
Remak besuchte das Königliche Gymnasium in Posen und legte 1833 sein Abitur ab. Anschließend begann Remak sein Medizinstudium an der Friedrich Wilhelm Universität Berlin. Unklar ist, weshalb Remak zum Medizinstudium nach Berlin ging und nicht nach Wien, Prag oder einer anderen Stadt, wo auch Juden studieren durften. Seit 1730 war jüdischen Bürgern der Zugang zum Collegium medico-chirurgicum gestattet, d. h. 82 Jahre vor dem Preußischen Judenedikt von 1812, das auch qualifizierten Juden in Deutschland den freien Zugang zu universitären Lehrämtern in Aussicht stellte. Das Emanzipationsedikt war die formale Voraussetzung für die Gleichstellung der Juden mit Christen in Preußen. Hintergrund war der Wunsch der preußischen Staatsführung, dass „dem ausgezeichneten Talent in jedem Stand und Verhältnis der Zivil- und Heeresdienst offenstehen solle“.
Der „Qualifikationsnachweis“ für die Aufnahme in den Staatsdienst wurde jedoch im Emanzipationsedikt nicht präzisiert, so dass die preußische Verwaltung im Laufe der Jahre selbst errichtete Nachweise für die geforderte Qualifikation in die Zulassungskataloge einzelner Ämter aufnahm, die dann immer mehr konkretisiert und erweitert wurden und so z. T. restriktiv – ohne Einschaltung übergeordneter Kontrollorgane – von der Verwaltung nach Belieben ausgelebt werden konnten. Nur zehn Jahre später nach Errichtung des Emanzipationsediktes, am 18. August 1822, untersagte eine königliche Verordnung jüdischen Bürgern den Zugang zu Lehrämtern ganz.
Innerhalb dieser zehn Jahre der versuchten Gleichstellung von Juden mit Christen hatten sich nicht mehr als drei jüdische Wissenschaftler habilitiert und lehrten an Preußens Universitäten. Mögliche Gründe für diesen Gesinnungswechsel in der preußischen Staatsführung, Juden nun doch wieder den Zugang zu Lehrämtern an der Universität – nicht jedoch den Zugang zur Akademie der Wissenschaften – zu versagen, könnten die Bedenken der christlich erzkonservativen Verwaltungsstrukturen des königlichen Kultusministeriums gewesen sein, die eine Gefahr in dem aufkommenden Liberalismus des jüdischen Bildungsbürgertum sah. Mit diesem historischen Hintergrund der Beschränkung einer zukünftigen akademischen Laufbahn begann Remak im Wintersemester 1833/34 sein Medizinstudium an der Friedrich-Wilhelm-Universität in Berlin, in welcher zu dieser Zeit 2.561 Studenten eingeschrieben waren.
Die Gebühren für Remaks Vorlesungen in Höhe von 87 Talern und 15 Groschen sind ihm gestundet worden, was auf dem Abgangszeugnis von Remak aus dem Jahr 1838 dokumentiert ist. Schon während seines Medizinstudiums zeigte sich Remak an neuartigen Untersuchungs- und Forschungsverfahren sehr interessiert, wie an Arbeiten über den mikroskopischen Aufbau des Nervensystems zu sehen ist, die er im Alter von 21 Jahren eigenständig publizierte.
In seiner Studienzeit beschrieb Remak u. a. erstmals das „primitive Band“, das Axon als leitenden Teil von Nervenfasern.
Remaks wissenschaftliches Interesse, Begabung und handwerkliches Geschick wurden schon frühzeitig von seinen Universitätsprofessoren erkannt, die ihm bereitwillig Mikroskop, Präparierwerkzeug und Untersuchungsmaterial für seine studentischen Forschungsarbeiten zur Verfügung stellten, und ihn auch später tatkräftig förderten und protegierten gegenüber Angriffen der staatlich geförderten Professorenschaft und der ihm misstrauisch gegenüber eingestellten Verwaltung des Kulturministeriums der preußischen Regierung. Zu den maßgeblichen und langjährigen Förderern Remaks gehörten u. a. die Anatomen und Pathologen Johannes Peter Müller und der Berliner Klinikdirektor Johann Lukas Schönlein. Beide ermöglichten seine Forschungsarbeiten auf dem Gebiet der Embryologie.
1838 wurde Robert Remak mit der, die Feinstruktur von Nervengewebe behandelnden Arbeit Observationes anatomicae et microscopicae de systematis nervosi structura promoviert. Am 11. Mai 1839 wurde er – beschränkt auf die Provinz Posen – approbiert, im November legte er einen staatlichen Eid für die Niederlassung als Arzt in der Provinz Posen ab.

## Embryologie und Zellpathologie
Nach Abschluss seines Studiums war Remak ab 1842 für mehrere Jahre in Schönleins Berliner Klinik gegen Bezahlung (200 Taler pro Jahr) angestellt, wo er unter anderem weiteren Forschungen zur mikroskopischen Darstellung der Zellentwicklung, Embryogenese und Zellpathologie nachgehen konnte. Während dieser Zeit hatte er engen Kontakt zum damaligen Leiter der Universitätspoliklinik Moritz Heinrich Romberg, von dem ihm als erstem zivilen Assistenten der Charité zahlreiche Patienten zur Behandlung vorgestellt wurden. Gewebsproben für seine Studien zur Erforschung der Embryogenese und Zellpathologie erhielt er von Johann Friedrich Dieffenbach und dem Leiter der Klinik für Geburtshilfe Joseph Hermann Schmidt sowie von zahlreichen Kollegen aus Berliner Privatpraxen, die den Arbeiten Remaks sehr aufgeschlossen gegenüberstanden.
Basierend auf diesen Arbeiten identifizierte Remak die drei Keimblätter Ektoderm, Mesoderm und Endoderm als Anlage für die Ausbildung der einzelnen Organsysteme. Diese Entdeckung Remaks ist Grundlage der modernen Embryologie. Im Jahr 1843 wurde er zum Mitglied der Leopoldina gewählt.
Robert Remak hatte zudem richtungsweisend Anteil an der Erkenntnis über das Wachstum von Gewebe bzw. der Zellvermehrung. Der Pathologe Friedrich Günzburg aus Breslau und Remak wiesen in Aufsätzen schon 1842 bzw. 1852, darauf hin, dass sich Tumor- und Embryonalzellen durch Teilung des Zellkerns vermehren, und nicht, wie bis dahin von Theodor Schwann und Rudolf Virchow in der Cytoblastemtheorie vertretenen Meinung, durch Vermehrung und Sequestration des Zytoplasma, um dann erst den Zellkern mit Hilfe des Zytoplasma zu synthetisieren. In der Wissenschaft wurden jedoch Günzburgs und Remaks frühen Erkenntnisse über die vom Kern ausgehende Zellteilung allein Virchow auf Grund seines Aufsatzes über den Ursprung der Zellvermehrung zugeschrieben, in welchem dieser vergaß, die zeitlich älteren Leistungen seiner Kollegen zu erwähnen. Diese Rückstellung seiner wissenschaftlichen Arbeiten und letztendlich Bevorzugung Rudolf Virchows bei der Vergabe des Lehrstuhls über pathologische Anatomie und Therapie an der Berliner Universität im Jahr 1856 könnten zu einer gewissen Verbitterung bei Remak geführt haben, die sich in einem gespannten Verhältnis zu Virchow zeigte. Unter diesem Gesichtspunkt könnte auch das nicht gerade vorteilhafte Fakultäts-Gutachten Virchows von 1858 über die galvanotherapeutischen Versuche Remaks mit der Entgiftung zu sehen sein, wobei jedoch gerade diese galvanotherapeutischen Grundlagenversuche ihre spätere, vorteilhafte klinische, Verwirklichung in der Iontophorese und dem Stangerbad gefunden haben.

## Galvanotherapie
Rudolf Virchow wurde von der medizinischen Fakultät der Charité Berlin die neu geschaffene ordentliche Professur zuerkannt, um die auch Remak sich bemüht hatte. Dieser wandte sich nachfolgend dem damals neuartigen Gebiet der Galvanotherapie zu. Die Galvanotherapie fand in Europa ihren Einzug in die medizinische Behandlung von Krankheiten mit der Erfindung des Volta-Elements durch den Italiener Alessandro Volta, der mittels Zink-Kupfer-Platten, die in ein leitendes Dielektrikum getaucht waren, einen konstanten Gleichstrom erzeugen konnte Voltasche Säule. Systematische Untersuchungen der Wirkung des galvanischen Stromes auf Gesunde und Kranke wurden in Paris von dem Revolutionär Jean-Paul Marat veröffentlicht und in London von John Wesley, der 1780 ein Buch über die klinische Anwendung der Galvanotherapie publizierte. Der Arzt Golding Bird errichtete im Guy’s Hospital in London die erste Abteilung zur Galvanotherapie, die in die Londoner Akademie der Wissenschaften eingebunden war.
In den Anfängen der Galvanotherapie um 1800 war die Erzeugung eines reproduzierbaren, elektrischen Stromes für therapeutische Zwecke mit gleichbleibender Stärke noch schwierig. Der Arzt Franz Heinrich Martens erkannte, dass ein reproduzierbarer, galvanischer Strom für die therapeutische Anwendung unerlässlich war, womit er im Gegensatz zu Bischoff (Jena) und Grapengießer (Berlin) stand. In der von ihm beschriebenen Galvani-Voltaschen Säule kam es immer wieder durch Oxidationsprozesse zur Verringerung der galvanischen Ströme, die eine Reproduktion der Behandlungsergebnisse erschwerten.
Inspiriert durch diese ersten erfolgversprechenden, galvanotherapeutischen Versuche, versuchte Remak diese neuartige Therapieform auch an der Charité zu etablieren. Bei seinen Bemühungen wurde er von verschiedenen Wissenschaftlern unterstützt: Die Physiker Johann Georg Halske und Werner von Siemens stellten Remak die für den Bau seiner galvanotherapeutischen Vorrichtung, dem Galvanoskop, notwendigen Geräte und Materialien zur Verfügung. Sie waren ihm auch beim Zusammenbau und Betreiben dieser Vorrichtung behilflich. Remak nutzte die Erkenntnisse Martens über die Voltasche Säule und entwickelte sein Galvanoskop, das durch Galvanisometer (Amperemeter) und verbesserter Elektroden den gewünschten reproduzierbaren Stromfluss ergab. Remaks Galvanoskop bestand aus Gleichstromquelle, Ampere- und Voltameter, Elektrodenmaterial und Dielektrikum, in welches der zu behandelnde Körperteil des Patienten eintauchte. Zur gleichen Zeit, als Remak sein Werk über die Galvanotherapie 1858 publizierte, veröffentlichten die Bostoner Ärzte William F. Channing und A.C. Garrat jeweils ein umfassendes Werk über die Grundlagen, Anwendung und therapeutische Wirkung des galvanischen Gleichstromes, das auf ihren eigenen Erfahrungen basierte, die sie in den letzten zwanzig Jahren ihrer Arbeit gewonnen hatten. Auch hier finden sich umfangreiche Indikationslisten zur Anwendung des galvanischen Gleichstromes.
Breite Unterstützung für seine Galvanotherapie fand Remak in der niedergelassenen Berliner Ärzteschaft, die ihm zahlreiche Patienten zur Behandlung überwiesen. Der Berliner Augenarzt Albrecht von Graefe erhoffte sich von der Anwendung des Galvanoskop bei seinen Patienten neue Therapiemöglichkeiten des okulären Nystagmus. Auch Moritz Heinrich Romberg, Leiter der damaligen Poliklinik der medizinischen Fakultät, Berlin, zeigte großes Interesse an Remaks Versuchen zur Galvanotherapie bei der Diagnostik und Behandlung von neurologischen Erkrankungen wie Migräne, Lähmungen, Paralysis agitans (Parkinson-Krankheit) und Tabes dorsales (Neuro-Syphilis). In seinem Werk setzte sich Remak auch mit den therapeutischen Indikation der Galvanotherapie auseinander, die auf seinen mehr als 1000 therapeutischen Anwendungen basieren. Vergleicht man die Indikationen Remaks mit denjenigen zur Anwendung der Iontophorese, oder dem Stangerbad, so zeigen sich hier große Ähnlichkeiten wie z. B. die Anwendung in der Prävention und Behandlung von Entzündungen, Hauterkrankungen und Rheuma, auf die auch schon Martens für seine Voltasche Säule hingewiesen hat.
Für alle von Remak aufgestellten Indikation werden in seinem Werk ausführlich wissenschaftlich begründete Erklärungen in der Anwendung am Menschen und Beispiele von Behandlungen aufgeführt. Deutlich weist Remak auf die von Martens geforderte ärztliche Kompetenz in der Anwendung der Galvanotherapie beim Menschen. Bei seiner galvanotherapeutischen Forschung arbeitete Remak eng mit Berliner Privat- und staatlichen Gewerbeärzten zusammen, die ihm Patienten zur Behandlung in seine Privatordination zuwiesen. Zahlreiche Besuche in Wien, in Paris (bei Guillaume-Benjamin Duchenne) und in London, wo er vor der Akademie der Wissenschaften seine galvanotherapeutischen Arbeiten referierte, stellten den Bezug zum internationalen Umfeld in der Galvanotherapie her.
Im Rahmen dieser von 1856 bis zu seinem Tod in 1864 intensiv durchgeführten Forschungsarbeiten lieferte Remak als erster eine wissenschaftliche Erklärung für die „katalytischen Wirkungen des constanten galvanischen Stromes“ in der therapeutischen Anwendung am Menschen. Damit beschrieb er die unmittelbare Einwirkung des elektrischen Stromes auf „entzuendliche Zustaende“ zahlreicher akuter und chronischer Krankheitsbilder im Zusammenhang mit der mittelbaren Wirkung des elektromagnetischen Feldes, die von Jean Louis Jallabert und Marat in Paris aufgefunden, aber nicht erklärt werden konnten. Remak beschrieb unter der Anwendung des Galvanoskop eine Anregung des gesamten Metabolismus mit vermehrtem Abtransport von extrazellularer Flüssigkeit aus krankhaftem Gewebe über die Lymphe. Diesen Vorgang bezeichnete Remak als „endosmotischen Säftestrom“, hervorgerufen durch den Aktivionen-Effekt. Gerade dieser galvanotherapeutische Aktivionen-Effekt und das erzielte therapeutische Ergebnis wurden von Remak bei chronischen und rheumatischen Entzündungen mit Gelenködemen als vorteilhaft beschrieben. Zwar hatte Martens schon Kenntnis darüber, dass es unter der Anwendung des galvanischen Strom an der Anode zu einer Gelbfärbung von Lackmuspapier (Anodenoxydation mit Freisetzung von Wasserstoffionen) und an der Kathode zu einer Blaufärbung durch Reduktion und Freisetzung von Hydroxidionen kommt.
Die therapeutischen Auswirkungen jedoch dieser elektrochemischen Aktivionen-Effekt-Wirkungen mit Freisetzung von aktivierten Metallionen in das von Remak eingesetzte Dielektrikum waren wegen der Neuartigkeit dieses Verfahrens zum damaligen Zeitpunkt wissenschaftlich noch nicht untersucht und erfuhren erste Erklärungen durch Remak. Sein 461 Seiten umfassendes Werk über die Galvanotherapie deckt nahezu alle Fragen zu dieser neuartigen Therapieform ab. Nachvollziehbar ist, dass Remak mit seinem damals sehr fortschrittlichen Denkansatz der ganzheitlichen Therapie ohne Berücksichtigung einzelner Organsysteme bei den meisten Mitgliedern der medizinischen Fakultät der Charité nicht auf verständliche Resonanz gestoßen ist. Die universitären Meinungsbildner der Charité, zu deren innerem Zirkel sich Remak zeitlebens hingezogen fühlte, vertraten eher die Meinung der individuellen, auf einzelne, erkrankte Organe bezogenen Therapie, die im Gegensatz zu Remaks ganzheitlichem Therapieansatz in Form der neuartigen Galvanotherapie stand. Möglicherweise aus diesem Grund wurde seine mehrmals vorgetragene Bitte nach einer eigenen galvanotherapeutisch ausgerichteten Krankenstation in der Charité, ähnlich dem Vorbild des Guy’s Hospital in London, abschlägig beschieden. Unterstützung für seinen ganzheitlichen galvanotherapeutischen Ansatz mit Aktivionen-Effekt-Wirkung fand Remak eher bei seinen europäischen Kollegen in Paris und London. Die ablehnende Haltung der konservativ medizinischen Kreise der Charité, Berlin gegenüber der neuartigen Galvanotherapie ist möglicherweise aus dem Interessenkonflikt zwischen den klassisch-medizinischen Verfahren der damaligen Zeit und den sich rasch entwickelnden technischen Neuerungen in der Elektrizitätslehre zu verstehen.

## Habilitation
Mit Abschluss seines Medizinstudiums 1838 sind bei Remak Bemühungen festzustellen, in der medizinischen Fakultät der Berliner Universität eine feste Professur und damit Anerkennung, regelmäßiges Gehalt, Forschungsförderung, Prüfungskompetenz und soziale Sicherheit für seine bis dahin ungewöhnlich erfolgreichen wissenschaftlichen Arbeiten zu bekommen. Remaks Bemühungen in dieser Richtung fielen in eine Zeit der Emanzipation des jüdischen Bildungsbürgertums, die sich bis zur Revolution von 1848 hinzog. Aufgrund formalrechtlicher Diskriminierungen war es Bürgern jüdischen Glaubens zwischen 1822 und 1848 nicht gestattet, ein staatliches Lehramt wie z. B. eine Professur einzunehmen.
Remak lehnte es mit seinen für damalige Verhältnisse liberal-revolutionären Vorstellungen ab, nur deshalb zum Christentum zu konvertieren, um sich dadurch Vorteile zu verschaffen. Remak erklärte hierzu: „Auch habe ich von jeher den groessten Widerwillen gegen den Gedanken, durch Religionswechsel aeussere Vorteile zu erlangen.“
Während die Aufnahme in die Akademie der Wissenschaften überwiegend von wissenschaftlichen Leistungen abhing, war die Ernennung zur Professor an den staatlich finanzierten Universitäten grundsätzlich von politischem Wohlverhalten und zweitrangig von der wissenschaftlichen Qualifikation abhängig. Die konservativ-christlichen Verwaltungsbeamten des preußischen Kultusministeriums, die für die Ernennung der vom Staat finanzierten Professoren und Lehrer verantwortlich waren, betrachteten den Neoliberalismus des jüdischen Bildungsbürgertum mit tiefem Misstrauen. Namentlich sind hier die staatschristlichen Herren Kulturminister Karl vom Stein zum Altenstein (1770–1840), sein Nachfolger Johann Albrecht Friedrich von Eichhorn und der erzchristlich-antijudaisch ausgerichtete Kultusminister Karl Otto von Raumer (1805–1859) zu nennen, die über lange Jahre hinweg die Habilitation Remaks durch Vorgabe formaljuristischer Bedenken hinsichtlich seiner liberalen Weltanschauung verzögerten. So mussten die Forderungen Remaks und seiner Kollegen nach Hinzuziehung der Öffentlichkeit bei Promotions- und Arztprüfungen oder bei Vergabe von akademischen Stellen an der Universität bzw. Stipendien und Forschungsförderungen unter den Kultusministern auf großes Misstrauen und Zweifel an der Staatstreue Remaks gestoßen sein.
Derartige, ganz legitime, Forderungen nach Öffentlichkeit bei Arztprüfungen und Fakultätssitzungen wurden damals von Rudolf Virchow, wie auch heute noch in einzelnen Ärztekammer der Bundesrepublik Deutschland, nämlich der Bayerischen Landesärztekammer, München, mit dem Argument abgelehnt, dass es sich nur um „Formalien“ handele und deren Durchführung ein „Zeitverlust“ sei. Die eher vorgeschobenen Argumente waren damals aus historischer Sicht bei Remak wie auch heute noch Grund für Anschuldigungen von Manipulationen und Betrug in der Zulassung zum Facharzt oder zum Ordinariat.
Der Naturforscher Alexander von Humboldt unterstützte Remak immer wieder gegen die beruflichen Beschränkungen seiner Widersacher im preußischen Kultusministerium. Erst die schriftliche Anweisung von König Friedrich Wilhelm IV. von Preußen, datiert vom 8. März 1847, an das Kultusministerium ebnete den formaljuristischen Weg für Remaks universitäre Karriere. Remaks langjähriger Förderer, Alexander von Humboldt, hatte sich an den König mit Bitte um Intervention in der Habilitation von Remak gewandt. Die hohe Anerkennung, die die medizinische Fakultät der Friedrich-Wilhelms-Universität Berlin der wissenschaftlichen Leistung Remaks entgegenbrachte, ist daran zu sehen, dass Remak als einer der ganz wenigen Habilitanden auf einstimmigen Fakultätsbeschluss hin ohne Habilitationsprüfung 1847 die Venia legendi zuerkannt wurde. Er musste nur seine in lateinischer Sprache abgefasste Habilitationsantrittsrede mit dem Thema: „De exudatione materiae fibrinosae in membranis mucosis et glandulis quibusdam occurrente.“ halten.
Virchow empfahl Remak mit einem wohlwollenden Schreiben für eine o. Professur an der Universität Krakau, zu der er von dem Dekan der medizinischen Universität zu Krakau, Fryderik Kasimir Skobel, eingeladen worden war. Remak lehnte diese Stelle jedoch mit dem in polnischer Sprache verfassten Schriftsatz vom 28. November 1850 an Skobel mit der Begründung ab, keine akademische Vorlesung in polnischer Sprache abhalten zu können.
Allerdings könnten die schon in jungen Jahren als Student erzielten wissenschaftlichen Erfolge bei Remaks Kollegen nicht nur Bewunderung, sondern auch Neid hervorgerufen haben. Zu Recht war Remak über Virchows Abhandlung über die Kernteilung verstört, ohne dass er und Günzburg in dieser berühmten Arbeit als Mitbegründer genannt wurden, obwohl Günzburg und Remak nachweislich Jahre vor Virchows Publikation auf die (direkte) Kernteilung als Grund für die Gewebsvermehrung hingewiesen hatten. Auch die danach erfolgte Bevorzugung Virchows als ordentlicher Professor an der Charité 1856 könnte bei Remak auf Unverständnis gestoßen sein, zumal hier keine antijüdische Rückweisung zu erkennen war. Remaks Hinwendung zur Galvanotherapie als neuartige medizinische Disziplin entfernte ihn von seinen Professoren-Kollegen, die sich eher mit greifbaren Fragestellungen aus der Pathologie, Chirurgie und Inneren Medizin beschäftigten. Diese Distanzierung zeigte sich auch in räumlicher Entfernung vom akademischen Alltag an der Charité durch die Auslagerung seiner galvanotherapeutischen Aktivionen-Studien in seine Privatpraxis, da ihm keine eigene Krankenstation zu Versuchszwecken in der Charité genehmigt wurde.
Remak wurde erst 1859 zum außerordentlichen Professor ernannt.

## Schriften (Auswahl)
- Vorläufige Mittheilungen microscopischer Beobachtungen über den innern Bau der Cerebrospinalnerven und über die Entwickelung ihrer Formelemente. In: Archiv für Anatomie, Physiologie und wissenschaftliche Medicin. 1836, S. 145–161.
- Observationes anatomicae et microscopicae de systematis nervosi structura. Dissertation Berlin, 1838. (Google Books)
- Ueber die physiologische Bedeutung des organischen Nervensystems, besonders nach anatomischen Tatsachen. In: Monatsschrift für Medizin, Augenheilkunde und Chirurgie 3. 1840, S. 225–265.
- Ueber den Inhalt der Nervenprimitivröhren. In: Archiv für Anatomie, Physiologie und wissenschaftliche Medicin. 1843, S. 197–201.
- Neurologische Erlaeuterungen. In: Archiv für Anatomie, Physiologie und wissenschaftliche Medicin., 1844, S. 463–472.
- De exudatione materiae fibrinosae in membranis mucosis et glandulis quibusdam occurrente. Habilitationsschrift, Berlin 1847.
- Ueber extracellulare Entstehung thierischer Zellen und über die Vermehrung derselben durch Theilung In: Archiv für Anatomie, Physiologie und wissenschaftliche Medicin. 1852, S. 47–57.
- Untersuchungen ueber die Entwicklung der Wirbelthiere. Berlin, 1850–1855.
- Ueber die genetische Bedeutung des oberen Keimblattes im Eie der Wirbelthiere. Arch. Anat. Physiol, Leipzig 1851.
- Galvanotherapie der Muskel- und Nervenkrankheiten. Verlag von August Hirschwald, Berlin 1858.